# Pteromalus conopidarum
Pteromalus conopidarum är en stekelart som först beskrevs av Boucek 1961.  Pteromalus conopidarum ingår i släktet Pteromalus och familjen puppglanssteklar. Arten är reproducerande i Sverige. Inga underarter finns listade i Catalogue of Life.